# 게임

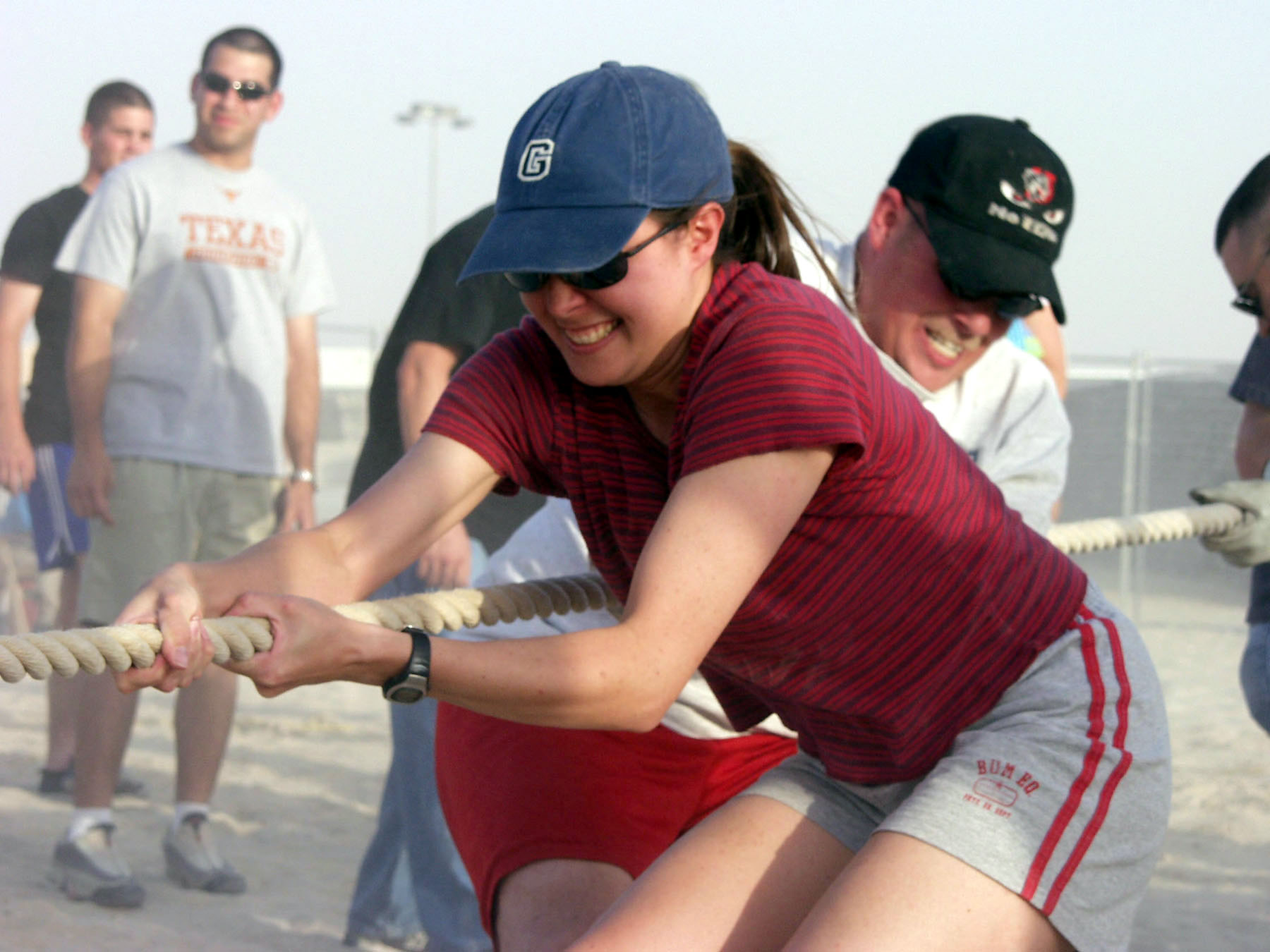
줄다리기는 장비가 거의 쓰이지 않고 쉽게 즐길 수 있는 즉흥적인 게임이다.

게임(영어: Game, 문화어: 껨)이란 일정한 규칙에 따라 승부를 겨루면서 즐기는 놀이이다. 게임은 일반적으로 오락이나 재미를 위해 수행되는 구조화된 유형의 놀이이며 때로는 교육 도구로 사용된다. 또한 많은 게임은 작품(예: 관중 스포츠 또는 게임의 프로 선수) 또는 예술(예: 직소 퍼즐 또는 마작, 솔리테어 또는 일부 비디오 게임과 같이 예술적 레이아웃을 포함하는 게임)로 간주된다.
게임은 순전히 즐거움을 위해 플레이되는 경우도 있지만 성취나 보상을 위해 플레이되는 경우도 있다. 혼자, 팀으로, 또는 온라인으로 아마추어든 전문가든 관계 없이 플레이할 수 있다. 사람들이 체스 챔피언십을 보면서 즐거움을 느끼는 경우와 같이 플레이어는 플레이어가 아닌 청중을 가질 수 있다. 반면에 게임의 플레이어는 자신의 차례가 되어 플레이할 때 자신의 청중을 구성할 수 있다. 종종 어린이들이 게임을 즐기는 즐거움의 일부는 누가 청중이고 누가 플레이어인지를 결정하는 것이다. 장난감과 게임은 동일하지 않다. 장난감은 일반적으로 제한 없는 플레이를 허용하는 반면, 게임은 플레이어가 따라야 할 규칙을 제시한다.
게임의 주요 구성 요소는 목표, 규칙, 도전, 상호 작용이다. 게임은 일반적으로 정신적 또는 육체적 자극을 포함하며, 종종 두 가지 모두를 포함한다. 많은 게임은 실용적인 기술을 개발하고, 운동 형태로 제공되거나, 교육적, 시뮬레이션적 또는 심리적 역할을 수행하는 데 도움이 된다.
기원전 2600년부터 입증된 게임은 인간 경험의 보편적인 부분이며 모든 문화에 존재한다.

## 정의
게임에 대한 통일된 정의는 얻지 못하고 있다. 다음은 비교적 통용되고 있는 게임의 정의를 말한다.
1. 게임은 적어도 대립 구조를 가져, 룰에 따라서 정량화 가능한 결과에 이르는 시스템이다.
2. 게임은 적어도 플레이어가 목적의 달성을 위해서 각각 사용 가능한 자원의 매니지먼트를 실시하는 것이다.
3. 승패를 정하기 위한 룰과 환경 또는 타인과의 상호 작용을 바탕으로 한, 일반적으로 즐거움을 위해 행하는 활동이다.

### 비트겐슈타인의 정의
철학자 루트비히 비트겐슈타인은 저서 《철학 탐구》에서, 카테고리화에 관한 의논 중에서 게임의 정의를 내렸다. 이는 게임을 정의하고자 하는 최초의 기술로 여겨지고 있다. 게임이라 불리는 것은 룰이나 경쟁을 공통의 요소로서 가지고 있다. 그러나 그는 어떻게 게임을 정의하든지, 반드시 그 정의로부터 벗어나는 "게임(이라 칭해지는 활동)"이 있다면서, 그렇다 할지라도 게임이라 불리는 것은 일정한 유사점(가족적 유사성)에 의해 크게 포괄된다고 주장했다.

### 카유아에 의한 정의
프랑스인 사회학자 로제 카유아는 저서 《놀이와 인간》(Les jeux et les hommes)에서 다음과 같이 게임을 정의했다. 즉 즐거움을 위하여 행하여지는 것, 시간과 장소가 정해져 있는 것, 승패의 여부가 확정적이지 않다는 것, 무언가를 생산하는 것이 아닌 것, 룰에 지배당하는 것, 현실의 활동으로부터 의미적으로 분리되어 있는 것을 게임의 참가자가 알고 있다.

### 코스티캔에 의한 정의
게임 디자이너 그렉 코스티캔은 잡지 Interactive Fantasy의 기사 'I Have No Words & I Must Design'에서, "심시티"의 제작자 윌 라이트가 자신의 작품을 ("게임"이 아닌) "toy(장난감)"이라고 한 것을 인용하여 게임이란, "충분한 정보 아래 행하여지는 의사결정(decision making)이며, 플레이어가 주어진 자원을 관리(managing resources)해 가며 스스로 참가하여 눈 앞의 장애물을 넘어 목표 달성을 향하는" 것이라고 하였다.

## 종류
여러 가지 도구와 규칙에 의해 다양한 게임들이 만들어졌다. 게임은 운동선수, 기사, 프로게이머 등과 같이 유희의 목적을 벗어나 대중들이 게임을 관람할 수 있게 서비스를 제공하는 직업의 형태로 행하여지기도 한다. 일본에서는 보통 비디오 게임을 의미하기도 한다.

### 스포츠
스포츠는 놀이 참여자가 직접 육체적인 능력을 바탕으로, 특정 행위를 하거나 결과를 통해서 즐거움을 얻는 형태의 게임을 말한다.
일반적으로 기본적인 인간의 능력이나 팀의 단합에 의해 승부가 가려진다.
- 육상 - 달리기, 높이뛰기, 던지기 등
- 구기 - 농구, 배구, 배드민턴, 야구, 족구, 축구, 탁구, 핸드볼 등
- 격투 - 검도, 태권도, 택견, 권투, 스모, 씨름, 유도, 종합격투기, 레슬링, 권법 등
- 수상 경기 - 다이빙, 수영, 조정 등
- 빙상 경기 - 피겨 스케이팅, 스피드 스케이팅, 썰매, 스키 등
- 기타 - 사이클, 승마, 자동차 경주, 체조 등

### 보드 게임

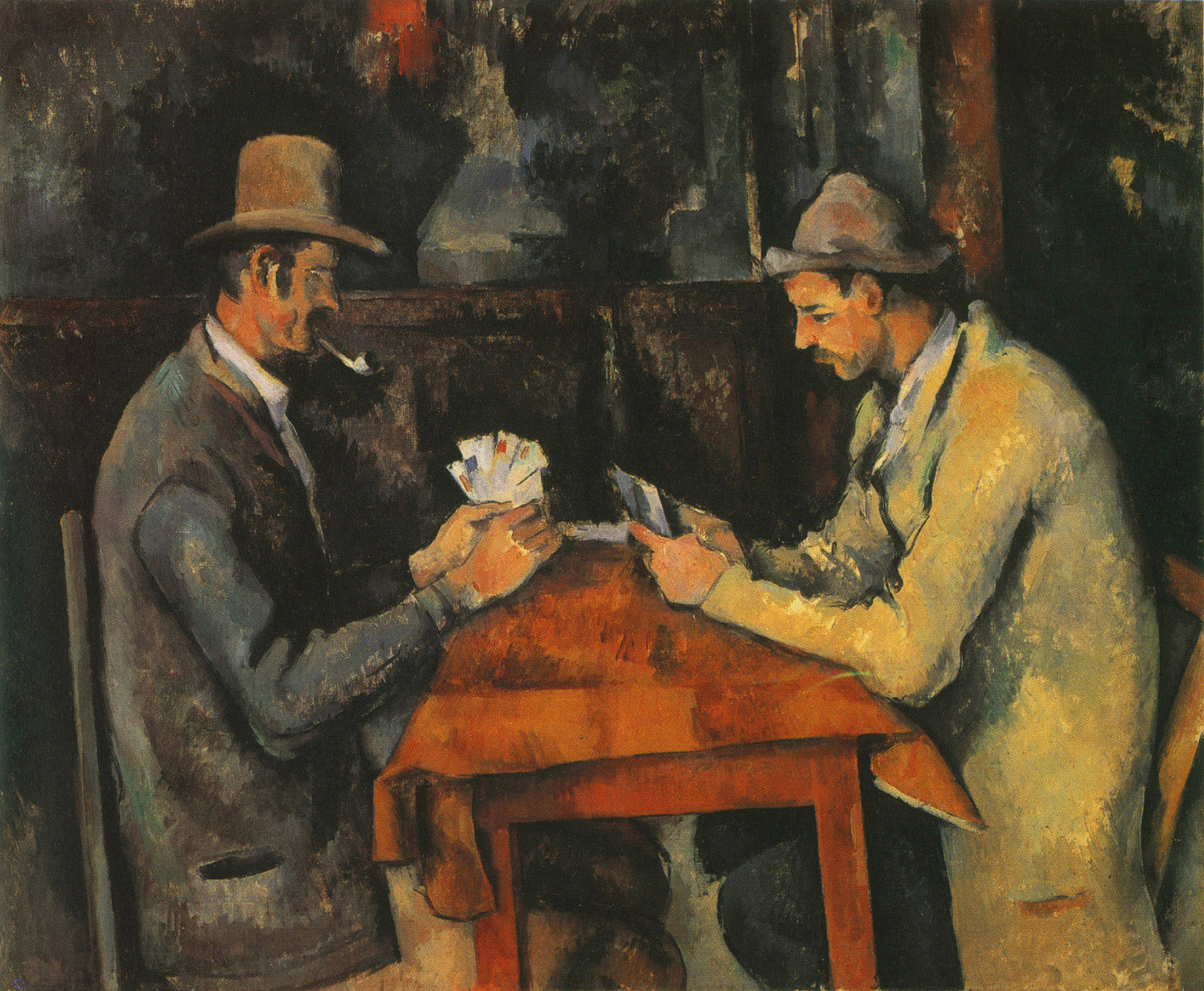
폴 세잔 - 카드 게임을 즐기는 사람들, 1895년

보드 게임은 놀이 참여자가 한정된 좁은 공간(테이블, 방 등)에서 특정 행위를 하고 결과를 통해서 즐거움을 얻는 형태의 게임을 말한다.
카드, 주사위, 동전, 연필등 여러 가지 "도구"를 사용하는 것이 특징이다.
여러 명이 참여한 경우, 보통 한 명의 탈락자를 발생하거나 한 명의 승리자가 결정되는 시점에서 게임은 종료된다.
다음과 같은 놀이가 포함된다.
- 윷놀이, 장기, 체스, 바둑, 고누, 말판놀이 등 도형이 그려진 판과 그 위의 말을 사용하여 겨루는 놀이
- 트럼프, 화투, 마작 등 카드나 패를 이용한 놀이

### 비디오 게임
비디오 게임 또는 전자오락(電子娛樂)은 놀이 참여자가 전자 기기의 조작을 통해서 특정 행위를 하고, 영상 장치, 음향 장치 등으로 출력되는 결과를 통해 즐거움을 얻는 형태의 게임이다. 정해진 목표를 완수하거나, 인공지능, 인터넷을 통한 다른 사용자 또는 다수의 사용자와 겨루는 경우가 많다.
- 비디오 게임
- PC 게임
- 온라인 게임
- 모바일 게임
- 웹 게임

#### 장르
비디오 게임은 여러 규칙이 뒤섞여 그 분류가 애매한 경우가 많으나, 일반적인 분류는 다음과 같다.
- 어드벤처 게임
- 아케이드 게임
- 스포츠 게임
- MMORPG
- 롤플레잉 게임
- 시뮬레이션 게임
- 퍼즐 게임
- MOBA
- 액션 게임

## 판례
- 게임산업진흥에 관한 법률은 게임물이 음반, 비디오물과 함께 ‘구 음반·비디오물 및 게임물에 관한 법률’(2006. 4. 28. 법률 제7943호 영화 및 비디오물의 진흥에 관한 법률 부칙 제3조로 폐지)에 규정되어 게임물만의 고유한 특성이 반영되지 못한 데 대하여 게임물에 관한 독자적인 법체계를 정비하려는 목적으로 입법되었고, 그 입법 과정에서 게임물에 관한 기본적인 규제체제가 게임산업진흥에 관한 법률에서도 그대로 유지된 점, 구 음반·비디오물 및 게임물에 관한 법률의 게임물의 정의에서 ‘기기’는 영상물의 이용을 주된 목적으로 제작된 것에 한정되지 않음은 문언상 명백한 점, 게임산업진흥에 관한 법률은 이와 같은 게임물에 관한 정의규정을 이어 받아 구 음반·비디오물 및 게임물에 관한 법률상의 ‘영상물 및 기기’를 ‘영상물 또는 그 영상물의 이용을 주된 목적으로 제작된 기기 및 장치’로 구체화한 것으로 볼 수 있는 점, 게임산업진흥에 관한 법률 조항을 전체적·종합적으로 살펴보더라도 구 음반·비디오물 및 게임물에 관한 법률을 대체한 이 법이 종전에 구 음반·비디오물 및 게임물에 관한 법률 하에서 게임물의 범주에 포섭되었던 것을 게임물에서 제외하는 등으로 게임물의 범위를 축소하였다고 볼 만한 사정은 없는 점 등에 비추어 보면, 게임산업진흥에 관한 법률 제2조 제1호 본문의 ‘그 영상물의 이용을 주된 목적으로 제작된 기기 및 장치’는 ‘그 영상물의 이용을 주된 목적으로 제작된 기기’와 ‘장치’를 의미하는 것으로, 당해 장치가 영상물의 이용을 주된 목적으로 제작되지 않았더라도 컴퓨터프로그램 등 정보처리 기술이나 기계장치를 이용하여 오락을 할 수 있게 하거나 이에 부수하여 여가선용, 학습 및 운동효과 등을 높일 수 있도록 제작된 것이라면 같은 법 제2조 제1호의 ‘게임물’에 해당하는 것으로 해석하여야 한다.

## 같이 보기
- 게임의 역사
- 놀이
- 게임 중독
- 비디오 게임